# Lycostomus alricollis
Lycostomus alricollis là một loài bọ cánh cứng trong họ Lycidae. Loài này được Rraatz miêu tả khoa học năm 1879.